# Archidiecezja Koupéla
Archidiecezja Koupéla – archidiecezja rzymskokatolicka w Burkina Faso. Powstała w 1956, archidiecezja od 2000.

## Biskupi diecezjalni
- Arcybiskupi metropolici
  - Abp Gabriel Sayaogo od 2019
  - Abp Séraphin Rouamba 2000–2019
- Biskupi diecezjalni
  - Abp Séraphin Rouamba 1995–2000
  - Bp Dieudonné Yougbaré 1956–1995